# Callithomia baccata
Callithomia baccata är en fjärilsart som beskrevs av Fox 1941. Callithomia baccata ingår i släktet Callithomia och familjen praktfjärilar. Inga underarter finns listade i Catalogue of Life.